# Supercopa de Italia de voleibol masculino 2019
La Supercopa de Italia de voleibol masculino 2019 fue la 24.ª edición de la Supercopa de Italia realizada entre el 1 y el 2 de noviembre de 2019. El ganador fue el Sir Safety Perugia que consiguió su segundo triunfo después de lo obtenido en 2017.

## Formato
Participan a la competición el equipo campeón de Italia 2018/19, el ganador de la Copa de Italia 2018/19 y los dos mejores equipos clasificado de la Regular Season en la Superlega 2018/19 que ya no tengan derecho. Las semifinales y la final se juegan en el Eurosuole Forum de Civitanova Marche según la fórmula de la Final Four.

## Equipos clasificados
- Lube Civitanova (campeón de Italia 2018/19)
- Sir Safety Perugia (ganador de la Copa de Italia 2018/19)
- Trentino Volley (2° clasificada en la Regular Season 2018/19)
- Pallavolo Modena (4° clasificada en la Regular Season 2018/19)

## Resultados
|  | Semifinales        | Semifinales      |   |  | Final              | Final |  |
|  |                    |                  |   |  |                    |       |  |
|  |                    |                  |   |  |                    |       |  |
|  | Lube Civitanova    | 1                |   |  |                    |       |  |
|  | Pallavolo Modena   | 3                |   |  |                    |       |  |
|  |                    |                  |   |  |                    |       |  |
|  |                    |                  |   |  |                    |       |  |
|  |                    |                  |   |  | Sir Safety Perugia | 3     |  |
|  |                    | Pallavolo Modena | 2 |  |                    |       |  |
|  |                    |                  |   |  |                    |       |  |
|  |                    |                  |   |  |                    |       |  |
|  |                    |                  |   |  |                    |       |  |
|  |                    |                  |   |  |                    |       |  |
|  | Sir Safety Perugia | 3                |   |  |                    |       |  |
|  | Trentino Volley    | 1                |   |  |                    |       |  |

### Semifinales
| Fecha | Pabellón                           | Partido                              | Resultado                        |
| ----- | ---------------------------------- | ------------------------------------ | -------------------------------- |
| 01/11 | Eurusuole Forum, Civitanova Marche | Lube Civitanova - Pallavolo Modena   | 1-3 (23-25, 21-25, 29-27, 20-25) |
| 01/11 | Eurusuole Forum, Civitanova Marche | Sir Safety Perugia - Trentino Volley | 3-1 (21-25, 25-23,25-21, 25-22)  |

### Final
| Fecha | Pabellón                           | Partido                               | Resultado                              |
| ----- | ---------------------------------- | ------------------------------------- | -------------------------------------- |
| 02/11 | Eurusuole Forum, Civitanova Marche | Sir Safety Perugia - Pallavolo Modena | 3-2 (27-25, 23-25, 25-23, 18-25 15-12) |

|                                       |
|                                       |
| Campeón Sir Safety Perugia 2.º título |